# Cantón de Chartres-Suroeste
El cantón de Chartres-Suroeste era una división administrativa francesa, que estaba situada en el departamento de Eure y Loir y la región de Centro-Valle de Loira.

## Composición
El cantón estaba formado por diez comunas, más una fracción de la comuna que le daba su nombre:
- Barjouville
- Chartres (fracción)
- Corancez
- Dammarie
- Fontenay-sur-Eure
- Fresnay-le-Comte
- Luisant
- Mignières
- Morancez
- Thivars
- Ver-lès-Chartres

## Supresión del cantón de Chartres-Suroeste
En aplicación del Decreto n.º 2014-231 de 24 de febrero de 2014, el cantón de Chartres-Suroeste fue suprimido el 22 de marzo de 2015 y sus 11 comunas pasaron a formar parte; siete del nuevo cantón de Chartres-2, tres del nuevo cantón de Lucé y la fracción de la comuna que le daba su nombre se unió con las demás para que, por medio de una reestructuración cantonal, fueran creados los nuevos cantones de Chartres-1, Chartres-2 y Chartres-3.